# Beta-apo-8'-karotensyraetylester

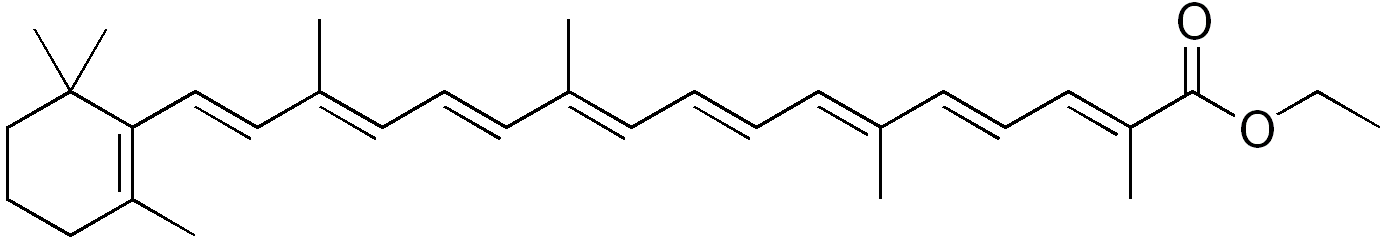
strukturformel

Beta-apo-8'-karotensyraetylester är en karotenoid med en orangeröd färg. Den finns i små mängder i vissa växter, men framställs ofta kommersiellt från beta-apo-8'-karotenal (E160e). Den används som livsmedelsfärgämne med E-nummer E160f.